# Élections régionales de 2023 en Bavière
Les élections régionales de 2023 en Bavière (en allemand : Landtagswahl im Bayern 2023) se tiennent le 8 octobre 2023, afin d'élire les 180 députés de la 19e législature du Landtag, pour un mandat de cinq ans.
Si le scrutin est une défaite pour les partis composant le cabinet Scholz au niveau fédéral, il voit le maintien de l'Union chrétienne-sociale en Bavière (CSU) et même la progression des Électeurs libres (FW). Ce résultat permet ainsi la reconduction de la coalition unissant CSU et FW, et la réélection de Markus Söder au poste de Ministre-président.

## Contexte
Au pouvoir depuis 61 ans en Bavière, la CSU est à nouveau en tête aux élections précédentes en 2018, mais réalise son pire résultat depuis 1954 et perd sa majorité absolue des sièges. Le scrutin voit en parallèle la percée des Grünen et l'entrée de l'AfD au Landtag, alors que le SPD tombe à son minimum historique. Ces résultats sont considérés comme un revers pour le gouvernement fédéral de grande coalition de la chancelière chrétienne-démocrate Angela Merkel, la CSU, parti frère de la CDU, et son partenaire de coalition à Berlin, le SPD, essuyant tous deux un revers électoral. Le désaveu des électeurs se répète aux quinze jours plus tard en Hesse, ce qui amène Angela Merkel a annoncer son futur retrait de la vie politique, effectif en 2021.
Une coalition entre la CSU et les Électeurs libres est finalement conclue, ce qui permet au ministre-président, Markus Söder, d'être reconduit à la tête de la Bavière.

## Mode de scrutin
Le Landtag est constitué de 180 députés (Mitglied des Landtags, MdL), élus pour une législature de cinq ans au suffrage universel direct et suivant le scrutin proportionnel de Hare/Niemayer.
Chaque électeur dispose de deux voix : la première (Erststimme) lui permet de voter pour un candidat de sa circonscription selon les modalités du scrutin uninominal majoritaire à un tour, le Land comptant un total de 91 circonscriptions ; la seconde voix (Zweitstimme) lui permet de voter en faveur d'une liste de candidats présentée par un parti au niveau du district ou d'indiquer sa préférence pour un candidat de cette liste, le suffrage étant également attribué à la liste.
Lors du dépouillement, l'intégralité des 180 sièges est répartie à la proportionnelle sur la base du total résultant de l'addition des premières et secondes voix entre les partis ayant remporté au moins 5 % des suffrages exprimés au niveau du Land. Si un parti a remporté des mandats au scrutin uninominal, ses sièges sont d'abord pourvus par ceux-ci. Les mandats restants sont pourvus par les candidats présents sur les listes, étant prioritairement attribués à ceux ayant reçu le plus de votes de préférence.
Dans le cas où un parti obtient plus de mandats au scrutin uninominal que la proportionnelle ne lui en attribue, il conserve ces mandats supplémentaires et la taille du Landtag est augmentée par des mandats complémentaires distribués aux autres partis pour rétablir une composition proportionnelle au total des voix.

## Campagne
Le 9 juillet 2022, le Parti social-démocrate d'Allemagne (SPD) indique que son comité directeur propose à l'unanimité son président et chef de groupe parlementaire, Florian von Brunn (de), comme candidat chef de file pour les élections de 2023. Sa candidature est confirmée le 22 octobre lors d'un congrès réuni à Munich, par 93 % des suffrages exprimés, en présence du chancelier fédéral, Olaf Scholz.
Les co-présidents du groupe parlementaire de l'Alliance 90/Les Verts au Landtag, Katharina Schulze et Ludwig Hartmann (de), sont investis chefs de file électoraux le 24 septembre 2022, lors d'un congrès de leur parti à Landshut. Proposés par la direction régionale, ils reçoivent le soutien de 95,3 % des délégués.
Le comité directeur et le groupe parlementaire du Parti libéral-démocrate (FDP) proposent, le 26 octobre 2022 à l'unanimité, que le président régional du parti, Martin Hagen (de), soit de nouveau chef de file électoral, à l'instar des élections de 2018. Sa candidature est ratifiée le 12 novembre, lors d'un congrès du FDP à Amberg, par 339 voix pour, 33 contre et 8 abstentions.
Le 25 mars 2023, l'assemblée régionale des Électeurs libres (FW), rassemblée à Augsbourg, désigne à l'unanimité des 214 votants le président régional et fédéral du parti et ministre régional de l'Économie, Hubert Aiwanger, comme chef de file électoral. Bénéficiant du soutien inconditionnel de sa base, il est investi lors d'un vote à main levée et non à bulletins secrets.
Un congrès régional de Die Linke se réunit le même jour, 25 mars, à Erding. Recueillant 70,3 % des voix des 186 délégués et sans aucun concurrent, la porte-parole du parti dans le Land, Adelheid Rupp (de), adhérente depuis trois ans et ayant déjà siégé au Landtag sous les couleurs du SPD entre 2003 et 2013, est désignée cheffe de file électorale.
Le ministre-président sortant, Markus Söder, est formellement investi chef de file de l'Union chrétienne-sociale en Bavière (CSU), lors d'une conférence du parti à Nuremberg le 6 mai 2023. Sur les 700 délégués prenant part au vote, tous votent en sa faveur. Söder affirme que son objectif est de reconduire sa coalition avec les Électeurs libres, et qu'il réfute toute idée de coalition en feu tricolore ou d'alliance avec Les Verts, suscitant un tonnerre d'applaudissements.
La conférence de l'Alternative pour l'Allemagne (AfD), convoquée à Greding, vote majoritairement le 13 mai 2023 en faveur du duo Martin Böhm (de) et Katrin Ebner-Steiner (de) pour conduire la campagne électorale. Ces deux députés représentent la mouvance la plus radicale au sein de l'AfD, étant issus du courant officiellement dissous Der Flügel. Ils sont préférés à Andreas Winhart (de), représentant du courant dit plus modéré, à l'issue d'un débat long et controversé.

### Principaux partis
| Parti | Parti                                                                      | Idéologie                                                                   | Chef de file                                  | Résultat en 2018           |
| ----- | -------------------------------------------------------------------------- | --------------------------------------------------------------------------- | --------------------------------------------- | -------------------------- |
|       | Union chrétienne-sociale en Bavière Christlich-Soziale Union in Bayern     | Centre droit Démocratie chrétienne, libéral-conservatisme                   | Markus Söder (Ministre-président)             | 37,2 % des voix 85 députés |
|       | Alliance 90/Les Verts Bündnis 90/Die Grünen                                | Centre gauche Écologie politique, progressisme                              | Katharina Schulze et Ludwig Hartmann (de)     | 17,6 % des voix 38 députés |
|       | Électeurs libres Freie Wähler                                              | Centre Localisme, démocratie directe, libéral-conservatisme                 | Hubert Aiwanger (Ministre de l'Économie)      | 11,6 % des voix 27 députés |
|       | Alternative pour l'Allemagne Alternative für Deutschland                   | Droite à extrême droite Euroscepticisme, national-conservatisme, populisme  | Martin Böhm (de) et Katrin Ebner-Steiner (de) | 10,2 % des voix 22 députés |
|       | Parti social-démocrate d'Allemagne Sozialdemokratische Partei Deutschlands | Centre gauche Social-démocratie, troisième voie, progressisme               | Florian von Brunn (de)                        | 9,7 % des voix 22 députés  |
|       | Parti libéral-démocrate Freie Demokratische Partei                         | Centre à centre droit Libéralisme, social-libéralisme                       | Martin Hagen (de)                             | 5,1 % des voix 11 députés  |
|       | Die Linke La Gauche                                                        | Extrême gauche à gauche Socialisme démocratique, anticapitalisme, populisme | Adelheid Rupp (de)                            | 3,2 % des voix 0 député    |

### Sondages
| Institut                | Date       | CSU    | SPD   | Grünen | FDP   | Linke | FW     | AfD    |
| ----------------------- | ---------- | ------ | ----- | ------ | ----- | ----- | ------ | ------ |
| Institut                | Date       |        |       |        |       |       |        |        |
| Forschungsgruppe Wahlen | 05/10/2023 | 37 %   | 9 %   | 16 %   | 3 %   | –     | 15 %   | 14 %   |
| INSA                    | 03/10/2023 | 36 %   | 9 %   | 15 %   | 4 %   | 2 %   | 15 %   | 14 %   |
| Forschungsgruppe Wahlen | 29/09/2023 | 36 %   | 9 %   | 16 %   | 4 %   | –     | 15 %   | 14 %   |
| Infratest dimap         | 28/09/2023 | 36 %   | 9 %   | 15 %   | 4 %   | –     | 16 %   | 14 %   |
| GMS                     | 19/09/2023 | 36 %   | 9 %   | 14 %   | 3 %   | 1 %   | 17 %   | 14 %   |
| Infratest dimap         | 12/09/2023 | 36 %   | 9 %   | 15 %   | 3 %   | –     | 17 %   | 13 %   |
| Forschungsgruppe Wahlen | 08/09/2023 | 36 %   | 9 %   | 16 %   | 4 %   | –     | 16 %   | 12 %   |
| GMS                     | 06/09/2023 | 38 %   | 8 %   | 13 %   | 4 %   | 1 %   | 16 %   | 14 %   |
| INSA                    | 05/09/2023 | 37 %   | 9 %   | 14 %   | 4 %   | 2 %   | 15 %   | 14 %   |
| GMS                     | 09/08/2023 | 39 %   | 9 %   | 14 %   | 4 %   | 3 %   | 12 %   | 14 %   |
| Forsa                   | 02/08/2023 | 39 %   | 9 %   | 14 %   | 4 %   | 2 %   | 14 %   | 13 %   |
| INSA                    | 27/07/2023 | 38 %   | 11 %  | 15 %   | 5 %   | 2 %   | 11 %   | 14 %   |
| GMS                     | 04/07/2023 | 40 %   | 9 %   | 15 %   | 4 %   | 2 %   | 12 %   | 13 %   |
| GMS                     | 06/06/2023 | 41 %   | 10 %  | 14 %   | 4 %   | 2 %   | 11 %   | 12 %   |
| INSA                    | 30/05/2023 | 40 %   | 11 %  | 15 %   | 5 %   | 2 %   | 11 %   | 12 %   |
| Infratest dimap         | 16/05/2023 | 39 %   | 11 %  | 16 %   | 4 %   | –     | 12 %   | 12 %   |
| Forsa                   | 03/05/2023 | 41 %   | 10 %  | 15 %   | 4 %   | 2 %   | 10 %   | 10 %   |
| GMS                     | 03/05/2023 | 41 %   | 11 %  | 16 %   | 4 %   | 3 %   | 9 %    | 10 %   |
| INSA                    | 05/04/2023 | 40 %   | 10 %  | 18 %   | 5 %   | 2 %   | 9 %    | 11 %   |
| Forsa                   | 17/02/2023 | 40 %   | 10 %  | 16 %   | 3 %   | –     | 10 %   | 9 %    |
| INSA                    | 12/01/2023 | 40 %   | 10 %  | 19 %   | 5 %   | 2 %   | 10 %   | 10 %   |
| Infratest dimap         | 11/01/2023 | 38 %   | 9 %   | 18 %   | 4 %   | –     | 10 %   | 13 %   |
| GMS                     | 04/01/2023 | 41 %   | 9 %   | 18 %   | 4 %   | 2 %   | 10 %   | 10 %   |
| Forsa                   | 28/10/2022 | 41 %   | 10 %  | 18 %   | 3 %   | 2 %   | 11 %   | 8 %    |
| GMS                     | 26/10/2022 | 39 %   | 9 %   | 18 %   | 4 %   | 2 %   | 10 %   | 13 %   |
| INSA                    | 18/10/2022 | 39 %   | 10 %  | 20 %   | 6 %   | 2 %   | 9 %    | 10 %   |
| Infratest dimap         | 13/10/2022 | 37 %   | 10 %  | 18 %   | 3 %   | –     | 11 %   | 12 %   |
| GMS                     | 21/09/2022 | 40 %   | 8 %   | 18 %   | 6 %   | 2 %   | 10 %   | 11 %   |
| INSA                    | 29/06/2022 | 37 %   | 10 %  | 20 %   | 7 %   | 2 %   | 10 %   | 9 %    |
| GMS                     | 20/06/2022 | 40 %   | 9 %   | 20 %   | 5 %   | 2 %   | 9 %    | 8 %    |
| Forsa                   | 07/06/2022 | 40 %   | 9 %   | 20 %   | 6 %   | 1 %   | 10 %   | 7 %    |
| Forsa                   | 24/05/2022 | 39 %   | 10 %  | 20 %   | 5 %   | 2 %   | 11 %   | 6 %    |
| GMS                     | 26/04/2022 | 38 %   | 13 %  | 16 %   | 7 %   | 3 %   | 8 %    | 9 %    |
| GMS                     | 01/03/2022 | 37 %   | 13 %  | 15 %   | 8 %   | 4 %   | 8 %    | 9 %    |
| Infratest dimap         | 19/01/2022 | 36 %   | 14 %  | 16 %   | 7 %   | –     | 8 %    | 10 %   |
| GMS                     | 05/01/2022 | 35 %   | 14 %  | 15 %   | 9 %   | 2 %   | 8 %    | 10 %   |
| INSA                    | 12/10/2021 | 32 %   | 20 %  | 15 %   | 11 %  | 2 %   | 8 %    | 8 %    |
| GMS                     | 28/07/2021 | 39 %   | 9 %   | 20 %   | 7 %   | 3 %   | 9 %    | 8 %    |
| INSA                    | 21/07/2021 | 37 %   | 10 %  | 22 %   | 8 %   | 3 %   | 10 %   | 8 %    |
| Forsa                   | 19/05/2021 | 38 %   | 7 %   | 22 %   | 6 %   | 3 %   | 9 %    | 9 %    |
| INSA                    | 27/04/2021 | 36 %   | 9 %   | 24 %   | 7 %   | 3 %   | 9 %    | 9 %    |
| GMS                     | 30/03/2021 | 40 %   | 8 %   | 20 %   | 6 %   | 3 %   | 9 %    | 9 %    |
| GMS                     | 16/02/2021 | 47 %   | 8 %   | 18 %   | 4 %   | 3 %   | 8 %    | 8 %    |
| INSA                    | 28/01/2021 | 46 %   | 9 %   | 18 %   | 5 %   | 3 %   | 8 %    | 7 %    |
| Infratest dimap         | 13/01/2021 | 48 %   | 7 %   | 19 %   | 3 %   | 3 %   | 8 %    | 7 %    |
| GMS                     | 05/01/2021 | 48 %   | 8 %   | 18 %   | 4 %   | 2 %   | 7 %    | 8 %    |
| GMS                     | 10/11/2020 | 46 %   | 8 %   | 18 %   | 4 %   | 3 %   | 6 %    | 8 %    |
| GMS                     | 13/10/2020 | 46 %   | 8 %   | 19 %   | 4 %   | 3 %   | 7 %    | 8 %    |
|                         |            |        |       |        |       |       |        |        |
| Dernières élections     | 14/10/2018 | 37,2 % | 9,7 % | 17,6 % | 5,1 % | 3,2 % | 11,6 % | 10,2 % |

## Résultats
|                        |                                                                |                                                                |                  |                  |                  |                  |           |       |        |            |       |        |               |
| Partis                 | Partis                                                         | Partis                                                         | Circonscriptions | Circonscriptions | Circonscriptions | Circonscriptions | Liste     | Liste | Liste  | Total      | Total | Total  | Total         |
| Partis                 | Partis                                                         | Partis                                                         | Votes            | %                | Sièges           | +/−              | Votes     | %     | Sièges | Votes      | %     | Sièges | +/−           |
|                        | Union chrétienne-sociale en Bavière (CSU)                      | Union chrétienne-sociale en Bavière (CSU)                      | 2 527 810        | 36,97            | 85               | en stagnation    | 2 531 761 | 37,11 | 0      | 5 059 571  | 37,04 | 85     | en stagnation |
|                        | Électeurs libres (FW)                                          | Électeurs libres (FW)                                          | 1 078 037        | 15,77            | 2                | 2                | 1 085 812 | 15,92 | 35     | 2 163 849  | 15,84 | 37     | 10            |
|                        | Alternative pour l'Allemagne (AfD)                             | Alternative pour l'Allemagne (AfD)                             | 1 008 195        | 14,75            | 0                | en stagnation    | 992 240   | 14,54 | 32     | 2 000 435  | 14,65 | 32     | 10            |
|                        | Alliance 90/Les Verts (Grünen)                                 | Alliance 90/Les Verts (Grünen)                                 | 983 631          | 14,39            | 4                | 2                | 989 094   | 14,50 | 28     | 1 972 725  | 14,44 | 32     | 6             |
|                        | Parti social-démocrate d'Allemagne (SPD)                       | Parti social-démocrate d'Allemagne (SPD)                       | 587 964          | 8,60             | 0                | en stagnation    | 552 789   | 8,10  | 17     | 1 140 753  | 8,35  | 17     | 5             |
|                        | Parti libéral-démocrate (FDP)                                  | Parti libéral-démocrate (FDP)                                  | 205 677          | 3,01             | 0                | en stagnation    | 208 210   | 3,05  | 0      | 413 887    | 3,03  | 0      | 11            |
|                        | Parti écologiste-démocrate (ÖDP)                               | Parti écologiste-démocrate (ÖDP)                               | 127 419          | 1,86             | 0                | en stagnation    | 117 805   | 1,73  | 0      | 245 224    | 1,80  | 0      | en stagnation |
|                        | Die Linke (Linke)                                              | Die Linke (Linke)                                              | 101 357          | 1,48             | 0                | en stagnation    | 99 521    | 1,46  | 0      | 200 878    | 1,47  | 0      | en stagnation |
|                        | Parti bavarois (BP)                                            | Parti bavarois (BP)                                            | 72 325           | 1,05             | 0                | en stagnation    | 57 155    | 0,84  | 0      | 129 480    | 0,95  | 0      | en stagnation |
|                        | Parti des bases démocratiques d'Allemagne (dieBasis)           | Parti des bases démocratiques d'Allemagne (dieBasis)           | 55 600           | 0,81             | 0                | en stagnation    | 63 889    | 0,94  | 0      | 119 489    | 0,88  | 0      | en stagnation |
|                        | Parti de protection des animaux (Tierschutz)                   | Parti de protection des animaux (Tierschutz)                   | 25 811           | 0,38             | 0                | en stagnation    | 43 981    | 0,64  | 0      | 69 792     | 0,51  | 0      | en stagnation |
|                        | Die PARTEI                                                     | Die PARTEI                                                     | 32 378           | 0,47             | 0                | en stagnation    | 31 776    | 0,47  | 0      | 64 154     | 0,47  | 0      | en stagnation |
|                        | Volt                                                           | Volt                                                           | 15 785           | 0,23             | 0                | en stagnation    | 25 909    | 0,38  | 0      | 41 694     | 0,31  | 0      | en stagnation |
|                        | Parti du changement, des végétariens et des végans (V-Partei³) | Parti du changement, des végétariens et des végans (V-Partei³) | 11 061           | 0,16             | 0                | en stagnation    | 11 764    | 0,17  | 0      | 22 825     | 0,17  | 0      | en stagnation |
|                        | Parti des humanistes (PdH)                                     | Parti des humanistes (PdH)                                     | 3 609            | 0,05             | 0                | en stagnation    | 10 417    | 0,15  | 0      | 14 026     | 0,10  | 0      | en stagnation |
|                        |                                                                |                                                                |                  |                  |                  |                  |           |       |        |            |       |        |               |
| Votes valides          | Votes valides                                                  | Votes valides                                                  | 6 836 659        | 99,15            |                  |                  | 6 822 123 | 98,94 |        | 13 658 782 | 99,05 |        |               |
| Votes blancs et nuls   | Votes blancs et nuls                                           | Votes blancs et nuls                                           | 58 425           | 0,85             | 72 715           | 1,06             | 131 140   | 0,95  |        |            |       |        |               |
| Total                  | Total                                                          | Total                                                          | 6 895 084        | 100              | 91               | en stagnation    | 6 894 838 | 100   | 112    | 13 789 922 | 100   | 203    | 2             |
| Abstentions            | Abstentions                                                    | Abstentions                                                    | 2 535 516        | 26,89            |                  |                  | 2 535 762 | 26,89 |        |            |       |        |               |
| Inscrits/Participation | Inscrits/Participation                                         | Inscrits/Participation                                         | 9 430 600        | 73,11            | 9 430 600        | 73,11            |           |       |        |            |       |        |               |

## Analyses et conséquences
L'Union chrétienne-sociale en Bavière obtient sensiblement la même part des voix que cinq ans plus tôt, et décroche ainsi le même nombre de sièges. Son partenaire de coalition, le parti des Électeurs libres (FW), enregistre quant à lui une nette progression, obtenant dix sièges de plus qu'en 2018 et se hissant à la deuxième place. Le 31 octobre, le ministre-président Markus Söder est par conséquent réélu par le Landtag par 120 voix pour, 76 contre et deux abstentions.
Le scrutin est en revanche une lourde défaite pour les partis composant le cabinet Scholz au niveau fédéral, soit le Parti social-démocrate d'Allemagne (SPD), l'Alliance 90/Les Verts (Grünen) et le Parti libéral-démocrate (FDP). Les deux premiers connaissent un net recul, tandis que le FDP échoue à franchir le seuil électoral de 5 % des voix et perd ainsi toute représentation au Landtag. La défaite de ces partis intervient en parallèle d'une hausse de la popularité de l'Alternative pour l'Allemagne (AfD), arrivée troisième, qui se hisse depuis plusieurs mois en seconde place des sondages d'opinion au niveau fédéral,,.

### Analyse sociologique
| Catégorie                      | CSU  | FW   | AfD  | Grünen | SPD  | FDP |
| ------------------------------ | ---- | ---- | ---- | ------ | ---- | --- |
| Catégorie                      |      |      |      |        |      |     |
| Sexe                           |      |      |      |        |      |     |
| Hommes                         | 36 % | 16 % | 17 % | 14 %   | 8 %  | 4 % |
| Femmes                         | 38 % | 15 % | 12 % | 16 %   | 9 %  | 3 % |
| Âge                            |      |      |      |        |      |     |
| Moins de 30 ans                | 23 % | 14 % | 16 % | 18 %   | 8 %  | 6 % |
| 30-44 ans                      | 31 % | 16 % | 17 % | 17 %   | 7 %  | 3 % |
| 45-59 ans                      | 37 % | 17 % | 16 % | 15 %   | 7 %  | 3 % |
| Plus de 60 ans                 | 47 % | 16 % | 10 % | 11 %   | 11 % | 2 % |
| Statut                         |      |      |      |        |      |     |
| Ouvrier                        | 37 % | 19 % | 23 % | 7 %    | 6 %  | 2 % |
| Employé                        | 36 % | 15 % | 12 % | 17 %   | 9 %  | 3 % |
| Fonctionnaire                  | 38 % | 13 % | 8 %  | 20 %   | 12 % | 3 % |
| Indépendant                    | 35 % | 18 % | 13 % | 18 %   | 7 %  | 4 % |
| Études                         |      |      |      |        |      |     |
| Hauptschulabschluss            | 44 % | 21 % | 19 % | 4 %    | 8 %  | 1 % |
| Mittlere Reife                 | 39 % | 17 % | 19 % | 8 %    | 7 %  | 2 % |
| Abitur (baccalauréat)          | 32 % | 13 % | 12 % | 20 %   | 9 %  | 4 % |
| Hochschulabschluss (supérieur) | 30 % | 10 % | 7 %  | 29 %   | 11 % | 6 % |